# 萱野三平旧邸

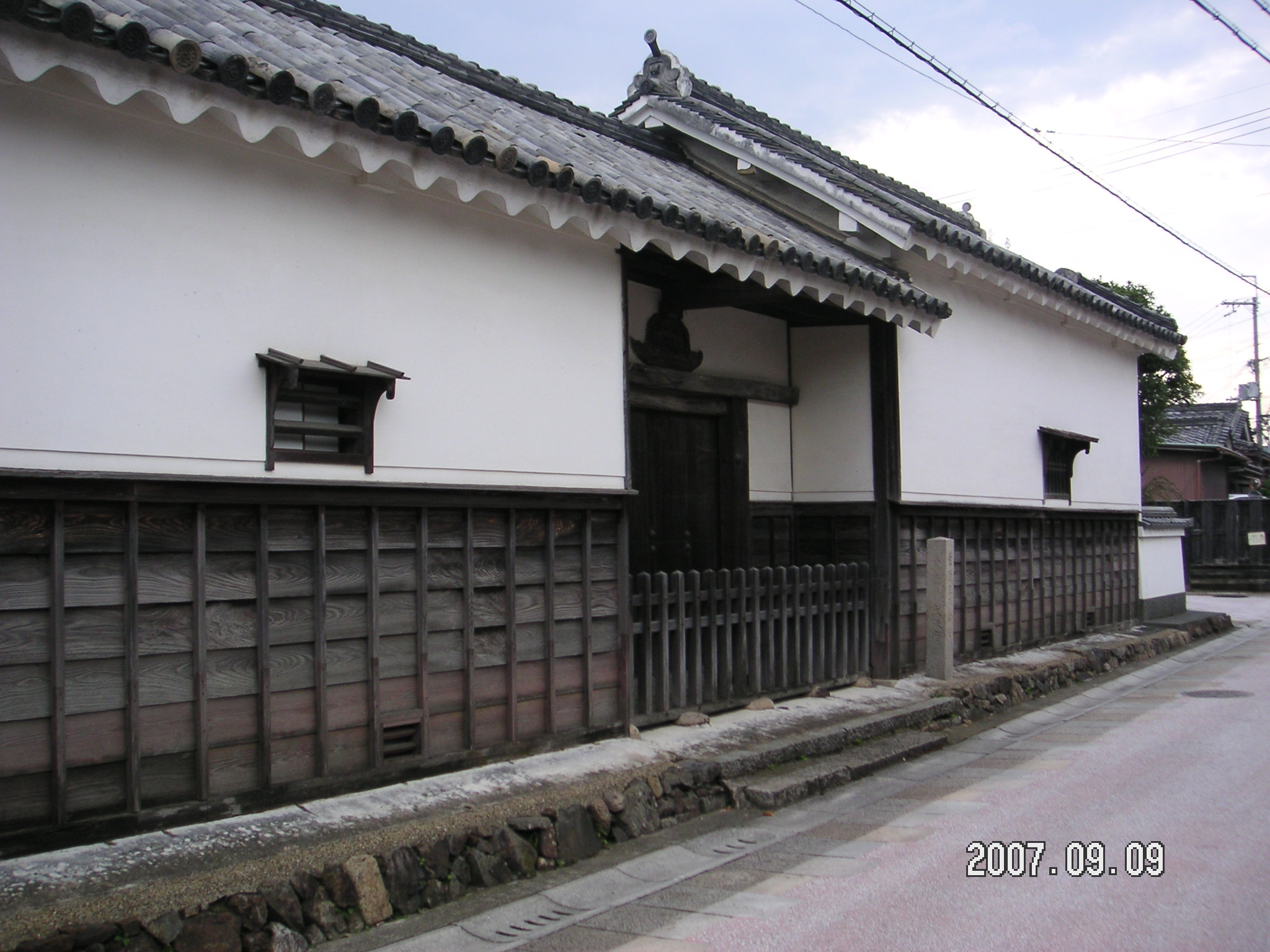
萱野三平旧邸長屋門

萱野三平旧邸（かやのさんぺいきゅうてい）は、大阪府箕面市にある史跡。赤穂浪士の一人、萱野重実（通称 三平）の旧邸宅。敷地内には江戸時代建築の長屋門と土塀の一部が現存するほか、萱野三平記念館「涓泉亭」がある。

## 概要
邸宅自体は明治時代に取り壊されたが、萱野家と地元の人々の運動が実り、長屋門と土塀の一部は保存されることになった。長屋門修復後の昭和15年（1940年）に大阪府史跡名勝天然記念物保存顕彰規定により史跡の指定を受け、昭和48年（1973年）に大阪府文化財保護条例により大阪府指定史跡に指定替えされた。

## 涓泉亭
当史跡の寄贈を受けた箕面市は、史跡の有効活用と市民サービス拡充のため平成4年（1992年）に萱野三平記念館「涓泉亭（けんせんてい）」を建設した。館名は萱野三平重実の俳号に因む。当記念館には西国街道に関する資料が常設展示されている。また句会や茶会などにも利用されている。

## 萱野重実（三平）とのかかわり
- 萱野重実は、この旧邸（摂津国豊島郡芝村）で誕生したと伝わる。
- 主君・浅野長矩が吉良義央に対して殿中刃傷に及んだ（赤穂事件）ことにより切腹となり、三平が第一報を赤穂へもたらす時、途中この実家の前を通り、母の葬儀に出会うが、涙ながらに掌を合わせて赤穂へ向かったという。
- その後、吉良邸討ち入り11ヶ月前の元禄15年1月14日、自宅・長屋門の一室で自害した。
- 今も三平の辞世の句碑が長屋門西部屋の横に残っている。

晴れゆくや日頃心の花曇り　　涓泉

## 所在地
北緯34度49分39.77秒 東経135度29分2.92秒 / 北緯34.8277139度 東経135.4841444度
〒562-0014 大阪府箕面市萱野3-10-4

## 交通アクセス
- 阪急バス「萱野三平前」バス停下車すぐ
  - 阪急宝塚本線「石橋阪大前駅」、JR京都線「茨木駅」、阪急京都本線「茨木市駅」より92系統
  - 北大阪急行電鉄南北線「箕面萱野駅」より181系統